# Tasso (famiglia)

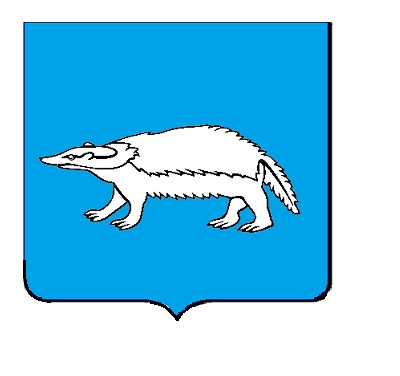
Stemma della famiglia Tasso di Bergamo

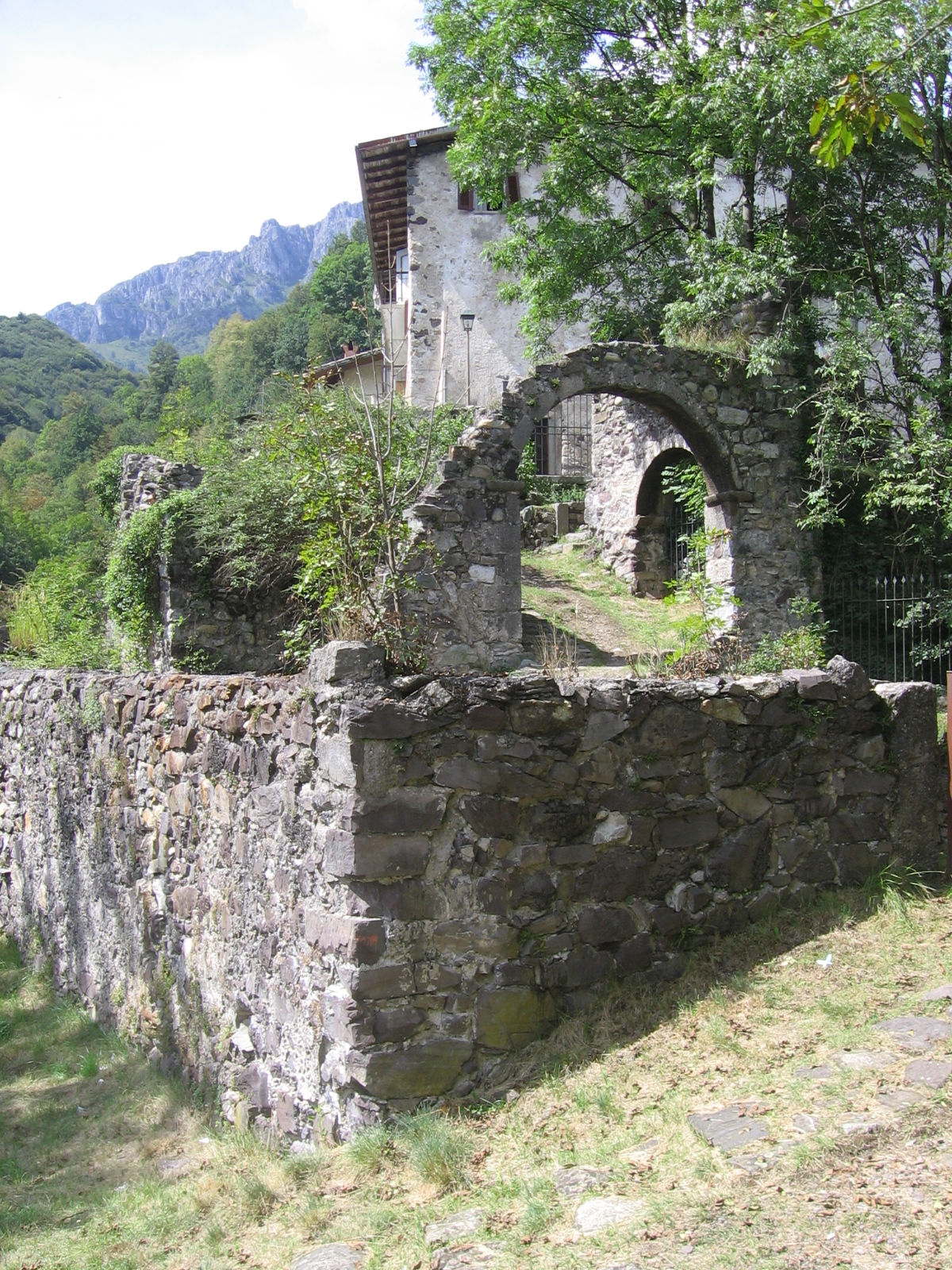
Cornello dei Tasso, casa dei Tasso

Tasso (Tassi o de Tassis) è una famiglia originaria di Cornello dei Tasso, in provincia di Bergamo, e che si divise in diversi rami che si stabilirono in diversi paesi europei. Essa ebbe a partire dal Quattrocento un ruolo fondamentale nella diffusione del sistema postale in Europa.

## Storia

### Origine del toponimo
Il nome della famiglia Tasso ebbe nel corso dei secoli numerose variabili a secondo dell'uso e della lingua. Si possono trovare indicazioni come de Taxo, o de Tazzo diventando dopo il Quattrocento l'uso nella forma latina Taxis o Tassis, maggiormente conosciuta poi nei rami di Bergamo come Tassi. L'origine del nome non è conosciuta. Probabilmente deriva dal nome di un personaggio che poteva essere Tazio o Taxio, nomi che erano presenti sul territorio già nel primo Millennio. Più difficile considerare che provenga dal Monte Tasso, località conosciuta dal Quattrocento. Quando membri della famiglia si spostarono a Bergamo si fecero chiamare solo del Cornello. 

#### Le leggende
Numerose sono le leggende sulle origini, della famiglia, se ne conoscono in particolare due: quella detta Torriana, vorrebbe che la famiglia discenda dai Torriani di Milano. La tradizione vorrebbe che Lamoral Torriani figlio di Guido della Torre venisse dai Visconti scacciato dalla città nel 1313, facendo rifugio sul territorio bergamasco, sul luogo dove per la numerosa presenza di tassi, veniva chiamato Monte Tasso, e che il Torriani, per sostentamento si mise a cacciare. Il personaggio sarebbe poi stato sepolto nella chiesa di Cornello con l'epitaffio che lo ricorda e lo stemma della famiglia d'origine con gli scettri e il figlio a ricordo della sua famiglia d'origine pose. La sua presenza non è documentata ma nella famiglia risulta esserci un Lamoral Taxis nel Cinquecento e Lamural Claudio Taxis. Questa leggenda fu pubblicata nel 1645 Jean Jacques Chiflet di Bisançon, e considerata storia vera. Per questo il 6 ottobre 1649 re Filippo IV di Spagna il riconobbe il titolo di conte a Lamural Claudio Francesco Taxis per sé e i suoi discendenti.
Una ulteriore leggenda vorrebbe l'origine della famiglia direttamente da Carlo Magno e da un suo discendente che prese in moglie una donna dei duchi di Borgogna. Dal loro discendente Napo della Torre nel 1100 nacquero due gemelli che furono confinati in Lombardia da un imperatore. Qui presero in moglie le figlie di un certo Tazio o Tazio, da qui il cognome Tasso. Questi ricevettero il titolo di conti il 26 maggio 1533 dall'imperatore Carlo V. Vi sono altre leggende che fanno riferimento all'origine della famiglia, ma nessuna di queste ha una documentazione storica.

### Origini
Notizie documentate sulla famiglia si hanno a partire dal XII secolo. La presenza di un certo Tassij di Almenno, verso il 1200, fece ritenere l'origine della famiglia da questa località, che si trasferì poi a Cornello, nell'alta val Brembana, solo successivamente, per fuggire all'attacco di eserciti. Ma la località definita di Almenno, comprendeva un vasto territorio dell'alta val Brembana quella che era la «corte di Almenno». Nel secolo successivo la famiglia, divenuta ricca e potente, si stabilì a Bergamo in via Pignolo.
Nel XIII secolo la famiglia lombarda dei Tasso dimorava, dunque, a Cornello, dove viveva un certo Homodeo Tasso, i cui discendenti saranno i precursori delle poste moderne.
La presenza dei Tasso a Cornello è indicata in documenti dell'inizio del Trecento. In particolare il nome di Omodeo Tasso, considerato il capostipite della famiglia, figura in un atto del notaio Guarisco Bonfado Panizzoli di Zogno del 4 maggio 1312, rogato a Cornello, «ad domum habitationis Rogerij, filij quondam Homodei de Tazzijs». Omodeo compare in altri attestati della metà del Duecento, citati dal Mangili: troviamo per la prima volta il suo nome nel 1250, ma senza riferimento ad alcune località, ricompare un'altra volta nel 1251, in una carta del notaio Detesalvo de Honeta; conosciamo anche il nome di quattro suoi figli, sempre detti del Cornello, Montino, Ruggero, Guarisco e Pasino, menzionati in scritture dei primi decenni del XIV secolo.
Non sono chiare le modalità del passaggio di Omodeo, dei suoi figli e nipoti da Cornello a Bergamo, poi a Venezia. Si ritiene che abbiano intrapreso autonomamente l'attività di correria tra le suddette città, per poi unirsi ad altri operatori, quasi tutti bergamaschi, e costituire con loro un'associazione di corrieri, la Compagnia dei Corrieri Veneti.
Non è possibile stabilire con precisione da quando, ma con ogni probabilità nella seconda metà del Duecento, «sortirono dalla Nazione Bergamasca alcuni Uomini industri quali trasferitisi a Venezia, ivi si occuparono nel servizio della sociale e mercantile corrispondenza, raccogliendo dai negozianti e dal governo, per recapitare a Roma, Milano, Genova e altrove tutto quello che ad essi veniva consegnato». Nel 1306 la Compagnia fu riconosciuta dalla Repubblica di Venezia
Da Omodeo discesero due rami, quello di Guarisco I detto il Rosso detti i Tasso del Bretto, e quello di Benedetto. Il primo continuò a risiedere nel bergamasco e a proseguire l'attività familiare. La seconda linea, detta benedettina, diede luogo ad altre due diramazioni.
La prima, derivante da Guarisco II, dimorò in Italia e i suoi membri esercitarono l'attività di Corrieri Veneti. Si estinse nel 1780 con un certo Pierpaolo.
La seconda, discendente da Palazzo, si diffuse in tutta l'Italia e l'Europa con i nipoti Pietro e Ruggiero. Pietro ebbe a sua volta due figli, Giovanni e Alessandro. La linea giovannina si estinse nel 1595 con il famoso poeta Torquato Tasso.
Il ramo degli eredi di Alessandro, detti Tasso di Sandro, si trasferì a Roma dove i suoi membri ricoprirono l'incarico di "mastro de corrieri delle Poste papali" (Magister cursorum) dal 1463 al 1539. Nel 1678 furono creati conti palatini. La discendenza si esaurì nel 1819 con Ercole Camillo.

### Ramo di Bretto
Il ramo di Bretto ebbe come primo personaggio Guarisco Tasso detto il Rosso che viene citato in un atto il 13 marzo 1353. Questi era figlio di Benedetto detto Ferrario del Cornello,, che fu citato in alcuni documenti tra il 1332 e il 1346. Il nome di Ferrario porterebbe a pensare che esercitasse l'attività di fabbro. Probabilmente dopo aver ottenuto l'emancipazione si trasferì nella località Bretto diventando il proprietario di molti fondi e del palazzo Tasso. Forse la costruzione di un primo luogo di culto, che fosse posto centralmente tra le due parti del borgo Bretto Alto e Bretto Basso, la si deve proprio a lui. Il personaggio è citato in un documento del vescovo Gregorio Barbarigo, di tre secoli successivo, che impone di adempiere all'obbligo di versare 8 scudi corrispondente al sale che doveva essere dato agli abitanti della località. L'atto lo cita come Patriarca, viene quindi riconosciuto quale capostipite del ramo dei Tasso di Bretto.
Guarisco Tasso detto il Rosso, soprannome che proseguirà nei suoi discendenti fino al Cinquecento, faceva il negoziante di legna come parrebbe da alcuni contratti di vendita. La sua residenza a Bretto viene confermata in un documento postumo, il 17 agosto 1455, quando il figlio Bono Tasso viene indicato come figlio di Ser Guarisci de suprascriptis Taxis de Brettis.
Il figlio di Bono Guarisco Tasso II detto il Rosso nel 1504 aveva lasciato un lascito testamentario per la realizzazione dei dipinti della chiesa di San Ludovico di Bretto. Il suo nome compare infatti nei dipinti dell'abside: Guariscus F(iliu) q(uondam) Boni de Tasis f(ecit>) f(ieri) pro testamento suo hoc opus 2504 die 23 augusti. I fratelli di Guarisco II: Maffeo e Bartolomeo acquistarono molti terreni e fabbricati tanto di diventare i più potenti del territorio. Inizieranno loro a commerciare con la Repubblica di Venezia anche se non è ben capibile in quale tipo di prodotto, ma un documento del 27 gennaio 1495 conferma la presenza dei due fratelli nella città lagunare.
Guarisco II ebbe sei figli fra questi Cristoforo risulta avesse la carica di «magister Scole et Confraternitatis Sanctae Marie de Camerata» come indicato in un documento registrato a Venezia il 26 agosto 1537. Il figlio Luigi viene indicato come corriere postale in un documento del 1547 come indicato in un documento rogato dal figlio Maffeo: «q. dom. Aloysii de Taxis de Bretis, cursorius Sancti Marci» (Erano indicati come «corrieri di San Marco» i personaggi che facevano parte della compagnia dei Corrieri della Serenissima. Luigi fece testamento il 26 giugno 1525, sarà il precursore di quel ramo della famiglia Tasso che manopolizzarono il servizio postale da Bergamo a Venezia nel Cinquecento. L'attività proseguì con Maffeo ma sarà il figlio Giovanni Battista Tasso a diventare un personaggio di rilievo sia nell'alta val Brembana che a Bergamo.
Nel 1715 il ramo di Bretto riuscì a ottenere il titolo di conti del Monte Tasso, quindi proprietari del feudo di Bretto, grazie alle numerose proprietà, anche se pochi discendenti della famiglia restarono vicini alla località. Le uniche eredi di Pietro Paolo Tasso: Maria Teresa e Livia Maria si stabilirono infatti definitivamente a Bergamo vendendo i beni alla famiglia di Antonio Sonzogni e Antonio Boffelli compreso i palazzo Tasso a 5.000 lire. Sarà il secondo marito di Maria Teresa a prendere come secondo cognome quello della famiglia, rimasto vedovo convolò in seconde nozze e da questo matrimonio nacque quella che sarà santa Paola Elisabetta Cerioli finendo così il ramo di Bretto della famiglia Tasso. La Cerioli fondò l'istituto della Sacra Famiglia con sede nella ex villa Tasso di Comonte

### Al servizio degli Asburgo
I nipoti di Ruggiero entrarono al servizio degli Asburgo e diffusero le poste fuori d'Italia.
Almeno dal 1489 Jannetto de Tassis ricoprì l'incarico di mastro di posta (Kuriermeister) di Massimiliano I d'Asburgo, con sede a Innsbruck, dove Massimiliano teneva la propria corte. La strada postale più importante era la "via di Fiandra", che collegava la corte di Innsbruck a Malines nei Paesi Bassi, appartenenti alla moglie di Massimiliano, Maria di Borgogna.
Nel 1501 il figlio di Massimiliano, Filippo il bello, nominò Francesco Tasso, fratello di Janetto, capitano e maestro delle poste dei Paesi Bassi, con sede a Malines. Divenuto re di Spagna, Filippo nel 1505 stipulò un nuovo contratto con Francesco Tasso, affidandogli anche le poste fra Bruxelles e la Spagna, fino a Granada, attraverso la Francia.
Nel 1516 il nuovo re di Spagna Carlo I (il futuro Carlo V del Sacro Romano Impero) stipulò un'altra convenzione con Francesco Tasso, che definì il carattere di primo sistema postale sovrannazionale. In particolare la via di Fiandra fu prolungata a sud delle Alpi, fino a Roma e Napoli.
Nel 1520 Carlo V, ormai imperatore, concesse a Giovanni Battista de Tassis il titolo di gran maestro delle poste imperiali, con sede a Bruxelles. A partire da tale data le poste tassiane trasportarono anche la corrispondenza privata. Furono infine creati conti de La Roche nelle Ardenne.
I fratelli di Giovanni Battista furono maestri delle poste nelle maggiori città italiane. Il primogenito Maffeo fu Maestro Generale delle Poste pontificie, ma morì senza eredi.
Il secondogenito David forse operava già a Venezia; senz'altro suo figlio Ruggero fu fatto Mastro delle Poste imperiali a Venezia nel 1541 e la carica passò ai suoi discendenti fino alla fine della Repubblica di Venezia.
Il terzo maschio, Simone, fu nominato Maestro generale delle Poste del Ducato di Milano nel 1536. La carica passò poi al figlio primogenito Ruggero.
Infine, la sorella Elisabetta sposò Bono Bordogna, che verrà nominato mastro di posta di Trento e da cui discende il ramo Tasso-Bordogna-Valnigra che ricoprirono ereditariamente la carica fino all'incameramento da parte dello Stato voluto da Maria Teresa nel 1769.
Altri parenti, più lontani, ricevettero incarichi postali e furono capostipiti di rami della famiglia.
Ad esempio Gabriel, di cui non è chiara la parentela con gli altri membri, alla morte di Janetto divenne Mastro delle Poste di Innsbruck. I suoi discendenti, che presero il cognome Thurn Valsassina, rimasero mastri di posta del Tirolo fino all'incameramento da parte dello Stato nel 1769.
Nella generazione successiva, il secondogenito di Simone, Antonio, divenne Maestro delle Poste pontificie alla morte dello zio Maffeo.
Mentre una figlia di Antonio, Vittoria, sposò don Diego Zapata, Corriere Maggiore ereditario di Sicilia, e così dal 1626 la famiglia dei gestori delle poste siciliane portò il cognome "Zapata de Tassis".
Dei figli di Giovanni Battista, Leonardo è l'iniziatore del ramo tedesco della famiglia, i Thurn und Taxis, mentre Raimondo nel 1535 ricevette l'incarico di Correo mayor de España, che trasmise ai figli fino al 1622. Questo ramo è noto come "Tassis-Peralta".

## Personaggi illustri
- Omodeo de Tassis (?-1296), capostipite della famiglia
- Jannetto de Tassis (1450-1516 circa), pioniere col fratello Francesco e il nipote Giovanni Battista del servizio postale in Europa
- Francesco I de Tassis (1459-1517), pioniere del servizio postale in Europa
- Domenico Tasso (1467-1538), conte e cavaliere apostolico, costruirà Palazzo Tasso in Via Pignolo;
- Luigi Tasso (1468-1520), vescovo
- Giovanni Battista de Tassis (1470-1541), pioniere del servizio postale in Europa
- Elisabetta de Tassis (?-1518), sorella di Giovanni Battista
- Bernardo Tasso (1493-1569), poeta
- Torquato Tasso (1544-1595), letterato
- Giovanni Battista Tasso (...-1616), corriere postale
- Ferdinando Taxis (1756-1824), presbitero e collezionista mineralogico

## Stemma
La presenza dello stemma è documentato identificativo della famiglia già dal XV secolo e che quindi allude al cognome.
Lo stemma si divide in due parti: un corno su campo bianco o argento posto nella metà superiore, e il tasso nero o grigio in quella inferiore in capo verde.
Il corno allude all'attività postale della famiglia dal XVI secolo. Questo nel tempo fu sostituito da due cornucopie, contrariamente il tasso non fu mai sostituito. Gli stemmi divennero sempre più elaborati nei rami europei della famiglia.